# Third Avenue (metrostation)
3rd Avenue is een station van de metro van New York aan de Canarsie Line in het stadsdeel Manhattan.